# Забезпечення життєдіяльності населення
Організа́ція життєзабезпе́чення населення в умовах надзвичайних ситуацій є комплексом заходів, спрямованих на створення і підтримання нормальних умов життя, здоров’я і працездатності людей.
Забезпечення життєдіяльності населення - комплекс організаційних, економічних, соціальних та інших заходів, які здійснюються центральними та місцевими органами виконавчої влади, іншими державними органами, органами місцевого самоврядування з метою планування і підготовки до нормованого (у разі необхідності) забезпечення населення продовольчими та непродовольчими товарами, медичним обслуговуванням, послугами зв'язку, транспорту, комунальними та побутовими послугами в особливий період.

## Функції
Організація забезпечення життєдіяльності включає:
- управління діяльністю робітників та службовців, усього населення при загрозі та виникненні надзвичайних ситуацій;
- захист населення та територій від наслідків аварій, катастроф, стихійного лиха;
- забезпечення населення питною водою, продовольчими товарами і предметами першої необхідності;
- захист продовольства, харчової сировини, фуражу, вододжерел від радіаційного, хімічного та біологічного зараження (забруднення);
- житлове забезпечення і працевлаштування;
- комунально-побутове обслуговування;
- медичне обслуговування;
- навчання населення способам захисту і діям в умовах надзвичайних ситуацій;
- розробку і своєчасне введення режимів діяльності в умовах радіаційного, хімічного та біологічного зараження;
- санітарну обробку;
- знезараження території, споруд, транспортних засобів, обладнання, сировини, матеріалів і готової продукції;
- підготовка сил та засобів і ведення рятувальних і інших невідкладних робіт у районах лиха й осередках ураження;
- забезпечення населення інформацією про характер і рівень небезпеки, порядок поведінки;
- морально-психологічну підготовку і заходи щодо підтримування високої психологічної стійкості людей в екстремальних умовах;
- заходи, спрямовані на попередження, запобігання або послаблення несприятливих для людей екологічних наслідків надзвичайних ситуацій та інші заходи.

## Організація забезпечення життєдіяльності
Усі ці заходи організовуються державною виконавчою владою, органами управління цивільної оборони при чіткому погодженні між ними заходів, що проводяться. 
Керівники підприємств, установ і організацій є безпосередніми виконавцями цих заходів. 
Заходи розробляються завчасно, відображаються у планах цивільної оборони і виконуються в період загрози та після виникнення надзвичайної ситуації.
З метою недопущення загибелі людей, забезпечення їх нормальної життєдіяльності у надзвичайні ситуації передусім повинно бути проведено сповіщення населення про можливу загрозу, а якщо необхідно, — організовано евакуацію.

## Сповіщення про небезпеку
Сповіщення населення здійснюється усіма доступними способами: через телебачення, радіомережу, радіотрансляційну провідну мережу, спеціальними сигналами (гудки, сирени). Передбачається спеціальна схема повідомлення посадових осіб та осіб, задіяних у системі цивільної оборони.